# Rutland-Melton International Cicle Classic 2023
La Rutland-Melton International Cicle Classic 2023, diciassettesima edizione della corsa e valida come evento dell'UCI Europe Tour 2023 categoria 1.2, si svolse il 23 aprile 2023 su un percorso di 183,5 km, con partenza da Oakham e arrivo a Melton Mowbray, in Regno Unito. La vittoria fu appannaggio dello statunitense Luke Lamperti, il quale completò il percorso in 4h38'33", alla media di 39,526 km/h, precedendo il belga Tijl De Decker e il britannico James McKay.
Sul traguardo di Melton Mowbray 92 ciclisti, su 171 partiti da Oakham, portarono a termine la competizione.

## Ordine d'arrivo (Top 10)
| Pos. | Corridore             | Squadra    | Tempo    |
| ---- | --------------------- | ---------- | -------- |
| 1    | Luke Lamperti         | Trinity    | 4h38'33" |
| 2    | Tijl De Decker        | Lotto DT   | s.t.     |
| 3    | James McKay           | Sheffield  | s.t.     |
| 4    | Nicklas Amdi Pedersen | ColoQuick  | s.t.     |
| 5    | Rory Townsend         | Bolton     | s.t.     |
| 6    | Jacob Scott           | Bolton     | s.t.     |
| 7    | Abram Stockman        | TDT        | s.t.     |
| 8    | Ollie Peckover        | trainSharp | s.t.     |
| 9    | Jelle Harteel         | Lotto DT   | s.t.     |
| 10   | Mārtiņš Pluto         | Abloc CT   | s.t.     |